# 川崎市

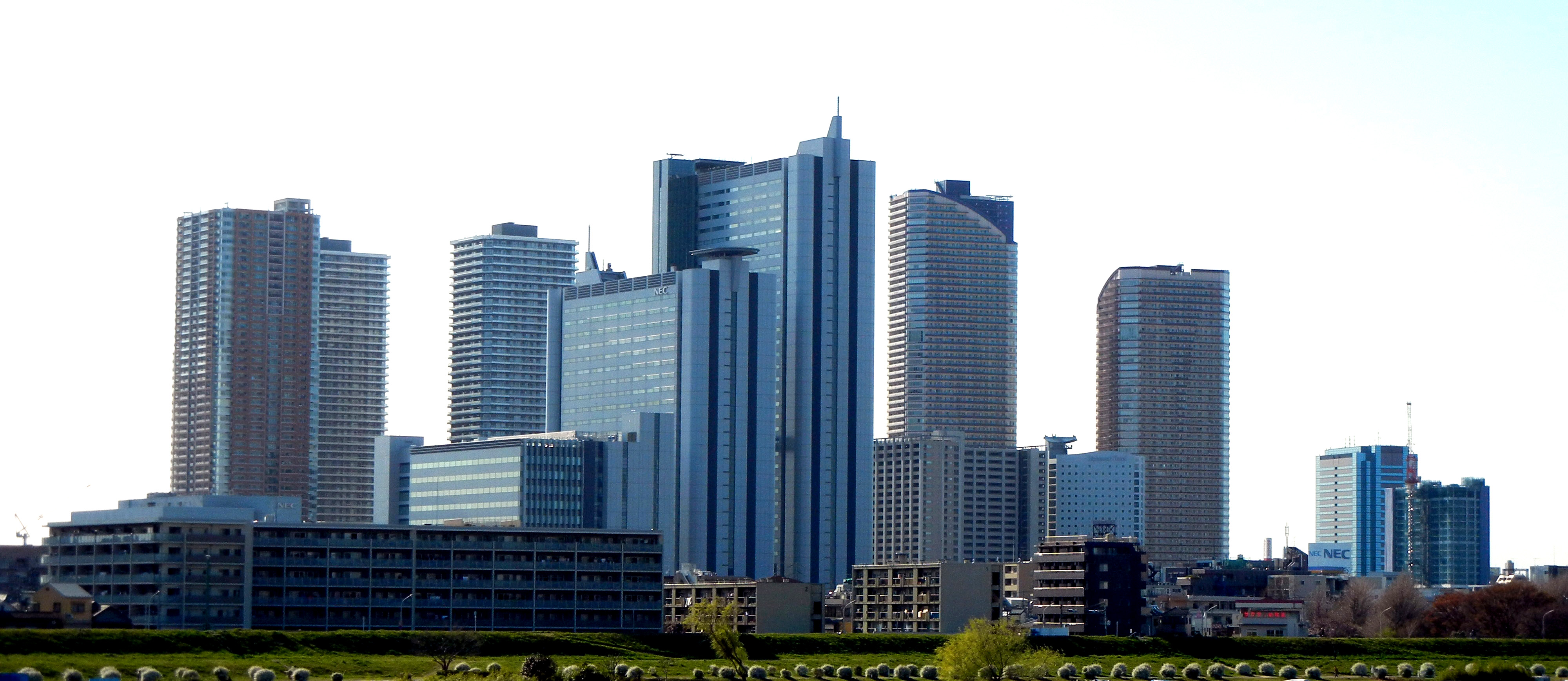
武藏小杉地區的摩天樓群

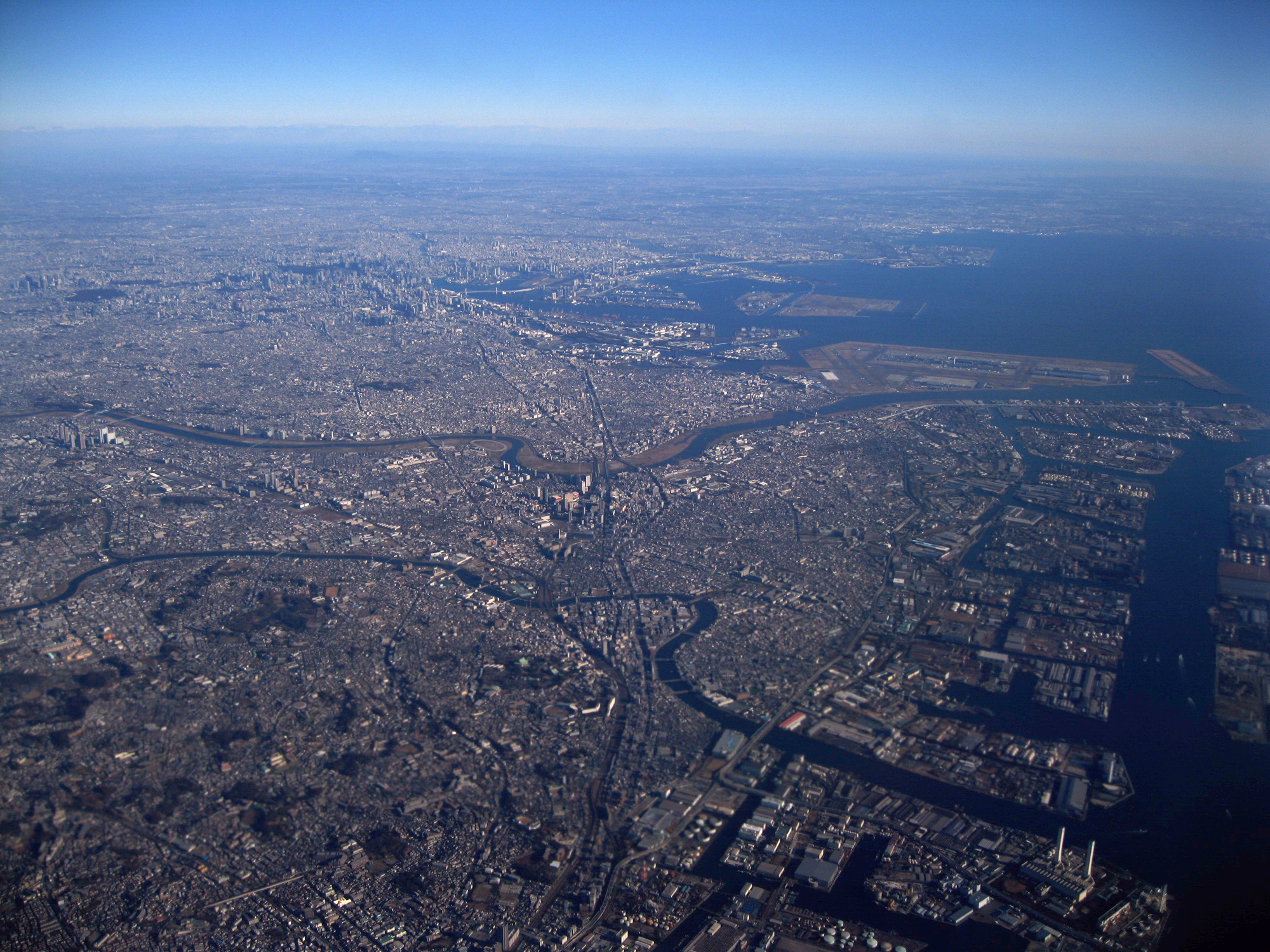
川崎市鸟瞰（多摩川和鹤见川之间）

川崎市（日语：／ Kawasaki shi */?）是位於日本神奈川县東北端的都市，位處東京、橫濱兩大都市之間，為政令指定都市。其為面積最小的政令指定都市，總人口數則為155萬，2019年5月超过神户市成为日本人口第6多的市，同時是日本除都道府縣廳所在地以外人口最多的都市。

## 历史
川崎市西北部的丘陵地区，已经确认自绳文时代开始便有人居住。随着公元七世纪的律令体制的制定，该地区成为武藏国的一部分。平安时代，该地区由稻毛氏一族控制。自公元1128年，寺院平間寺（川崎大師）建立後，从镰仓时代到战国时代，历经了一些小领主的统治，最终被纳入北条氏的统治范围。江户时代，随着东海道以及中原街道重要性的日益提升，幕府在现在的川崎站地区附近设置了川崎宿，并于1623年将它指定为东海道五十三次中的最后一个正式宿场。
到了近代，随着日本第一条铁道（现东海道本线）于1872年开业，川崎站诞生。此后，以该车站为中心，邮政、电力等公共事业也随之展开。并且在明治、大正年间，以川崎站为中心的城市化加速。与此同时，西北部丘陵地区，仍然保持着原有的农村模样。1924年7月1日，由2町1村合併而來的川崎市正式成立，當時人口4萬8394人。到了昭和初期，已经形成了工业区聚集在南武线沿线，住宅区集中在各私铁沿线的基本格局。二战期间，川崎市于1945年4月15日遭到盟军轰炸，川崎站周边以及临海地区的工业地带遭受到巨大损失。
战后，随着日本经济复苏，身為紧挨着东京的城市，川崎市西北部地区作为良好的住宅区而獲得良好聲譽，吸引了很多在東京工作的人入住。2015財年，川崎市15歲以上的就業·通學者人口中，有41.1%通勤至東京都。1972年4月1日，川崎市被指定为政令指定都市。1974年，人口超过了100万。2017年4月24日，人口超过150万。至今為東京首都圈的重要衛星城市。

## 地理
- 川崎市位于神奈川县东北部。市的北部与东京都的交界处流淌着多摩川、東部则是宽广的东京湾。市的西南部是被称作为多摩丘陵的丘陵地帶。因为市的东部是平坦地，自古以来多用于工业用地及住宅，特别是东京湾岸在大規模的填海造地之后众多的重化学工业进出此处。一方面，中部、西部则是商业地、住宅地集中区。
- 流过市内的河川主要是多摩川以及鶴見川。
  - 多摩川水系：三澤川、山下川、五反田川、二領本川、平瀨川、多摩川
  - 鶴見川水系：片平川、麻生川、真福寺川、有馬川、江川、澀川、矢上川、鶴見川

## 行政区划

### 区域划分
川崎市目前由七个区构成。另外，川崎市的行政区名与其他的政令指定都市的行政区名或者是东京都的行政区名无一相同。在日本，都市中使用最多的区名是「西区」。
1. 川崎区 - 离区公所最近的车站是川崎站。是川崎市最繁华的一个区，也是北上进入东京的必经之路。
2. 幸区 - 离区公所最近的车站是矢向站。
3. 中原区 - 离区公所最近的车站是武藏小杉站。该区有许多大企业的办公楼或者工场，比如NEC、富士通。
4. 高津区 - 离区公所最近的车站是武藏溝之口站（武蔵溝ノ口駅）。
5. 多摩区 - 离区公所最近的车站是向丘遊園站（向ヶ丘遊園駅）。藤子·F·不二雄生前就住于此。
6. 宫前区 - 离区公所最近的车站是宮前平站（宫前平駅）。
7. 麻生区 - 离区公所最近的车站是新百合丘站（新百合ヶ丘駅）。

### 邻接自治体
- 横滨市：青葉區、都筑区、鶴見區、港北區。
- 东京都：大田区、世田谷区、稻城市、狛江市、多摩市、调布市、町田市

## 经济
川崎市的产业结构主要以重工业以及服务业为主。明治初期曾一度兴盛的农业随着战后城市化的推进，所占比重逐渐减少。
由于川崎市位于京滨工业地带中间，自明治维新以来，重工业就一直在不断增长。目前，市内仍然存有诸如JFE、富士通、NEC、东芝等大企业的工场，以及诸多中小企业的工场。另一方面，临海地区的化学工业相关产业，则在不断萎缩中。近年来，川崎市内集中了许多尖端科技的研究所，川崎科技工业园区的建设也在实施中。
川崎市的商业活动主要以川崎站为中心展开。比如川崎站西口的LAZONA川崎广场，以及川崎站东口的Azalea地下街。另外，在各个区的主要车站，也分别建设了很多商业中心。如武藏溝之口站，新百合丘站等车站。另外，川崎市还值得一提的是它的风俗业，川崎站附近的堀之内是關東地方仅次于吉原的风俗街。

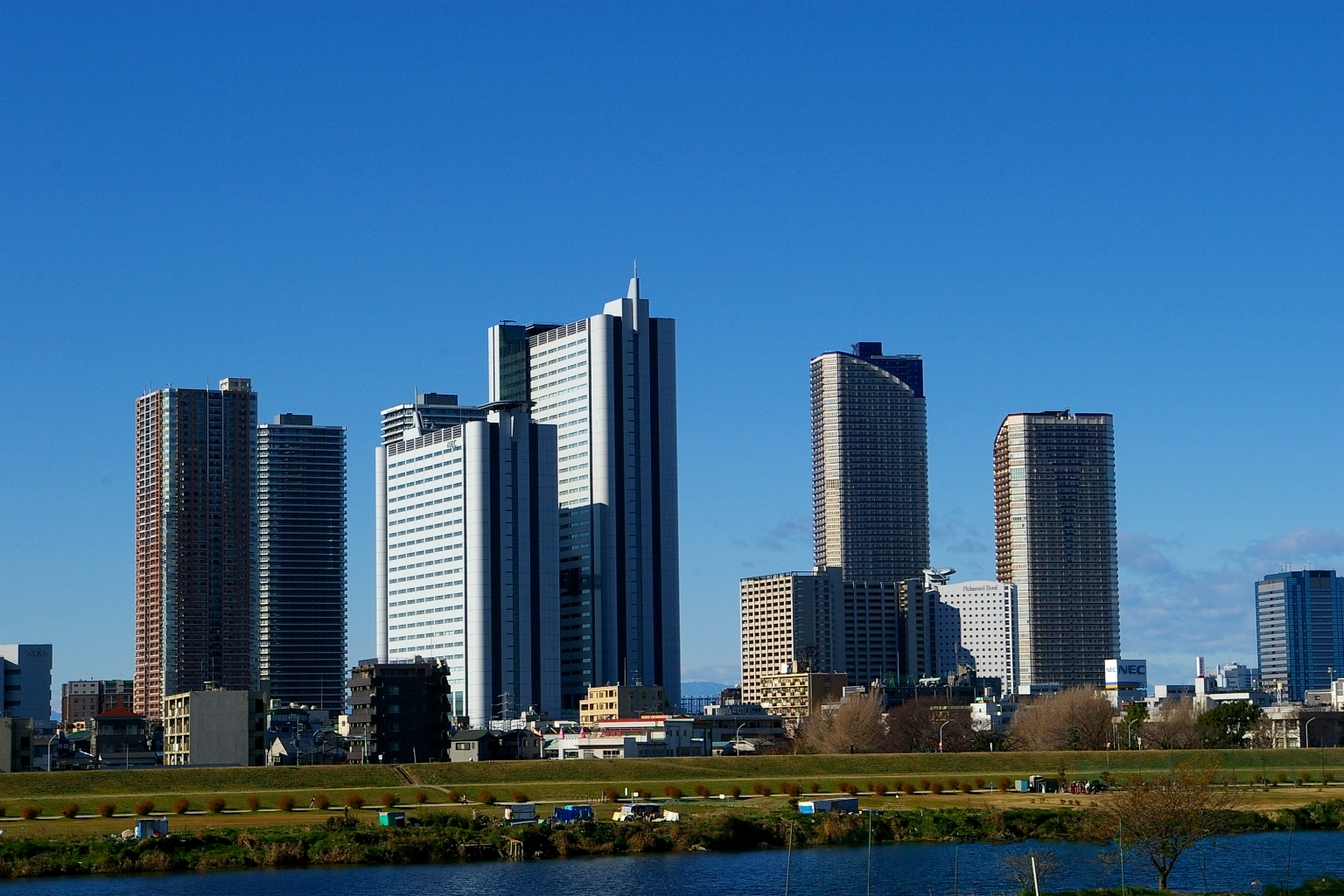
武蔵小杉新中心（在中原区）
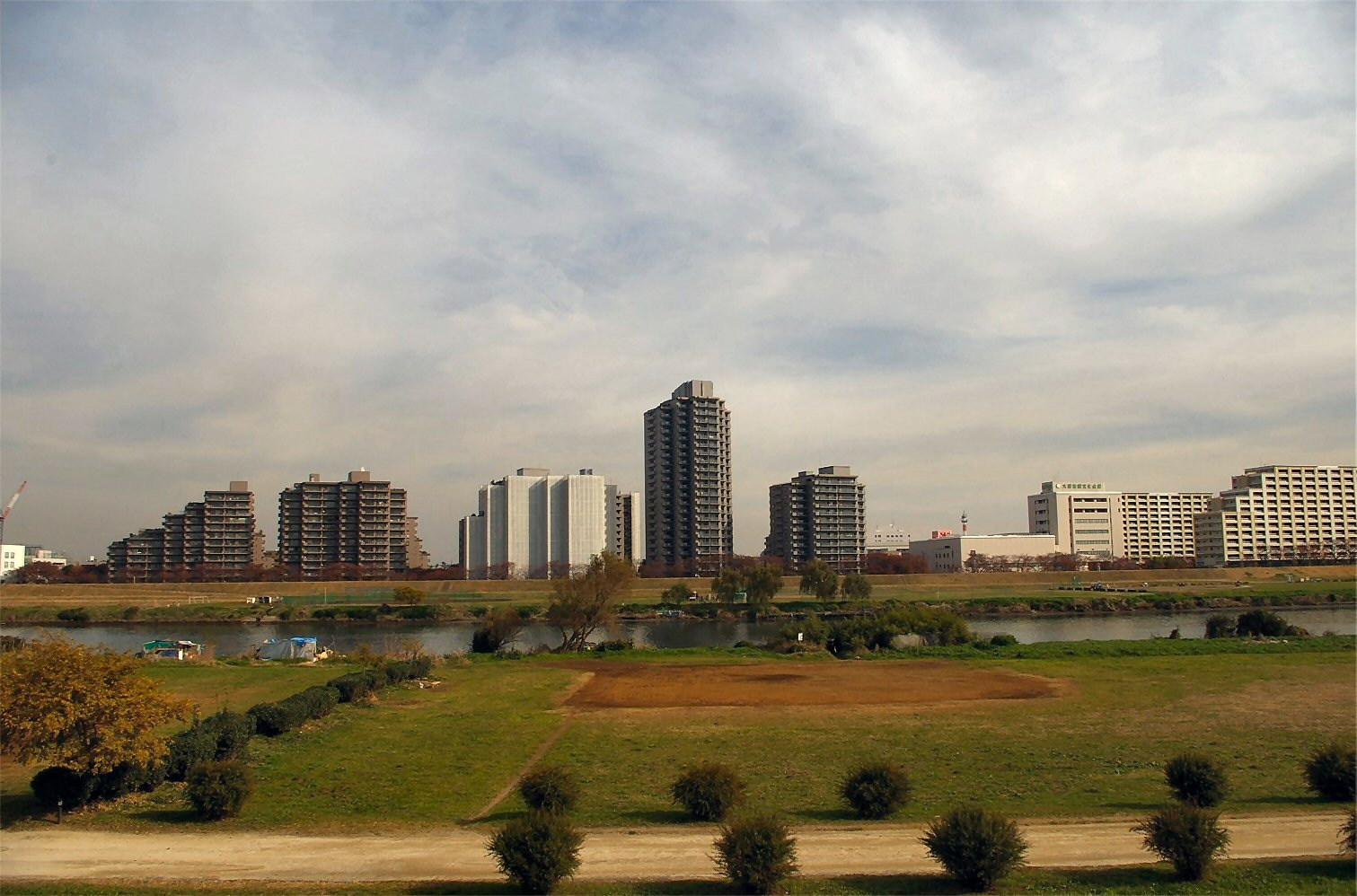
河濱公園（在中原区）
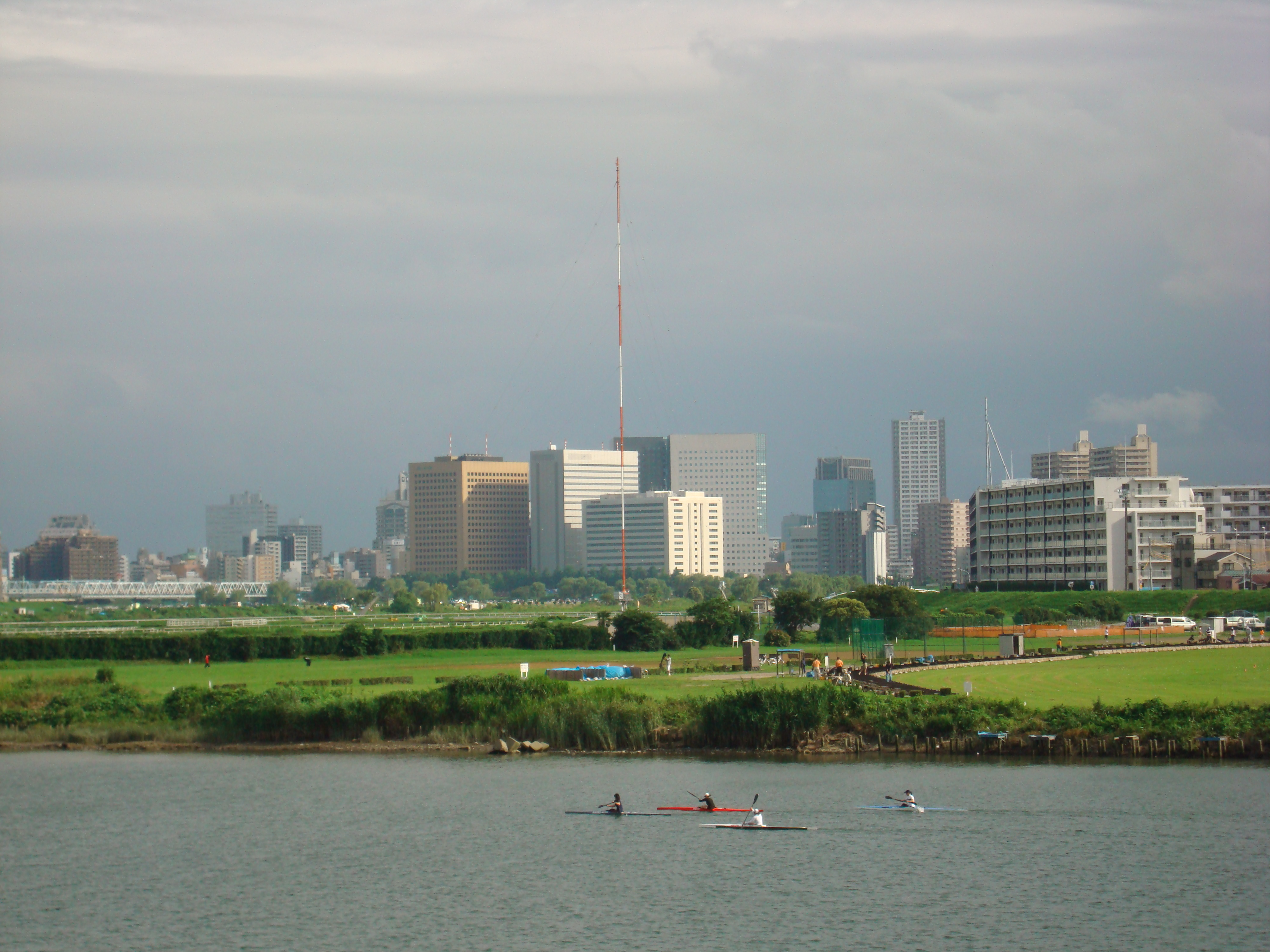
市中心（在川崎区）
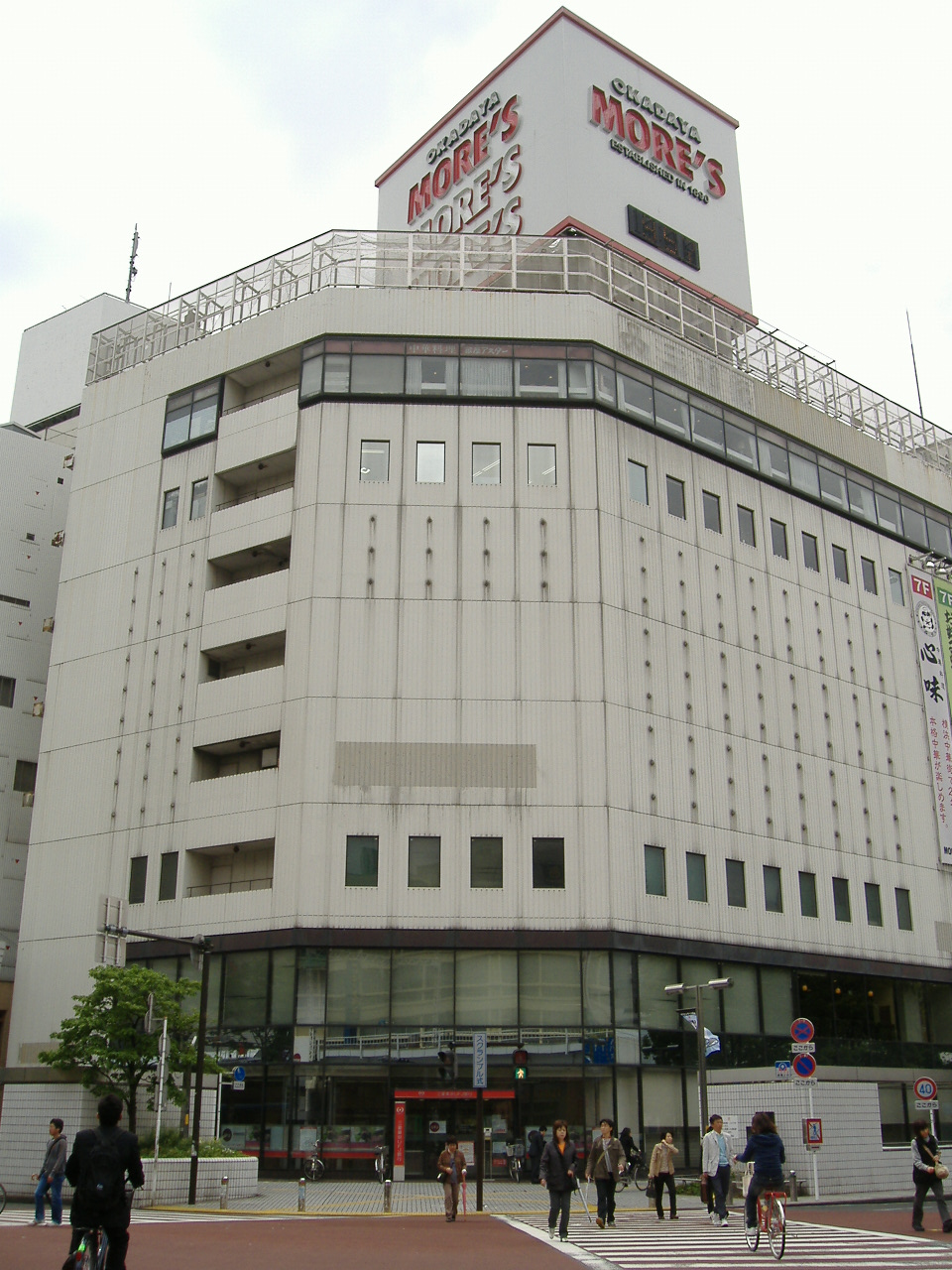
川崎岡田屋（百貨、在川崎站东口、川崎区）
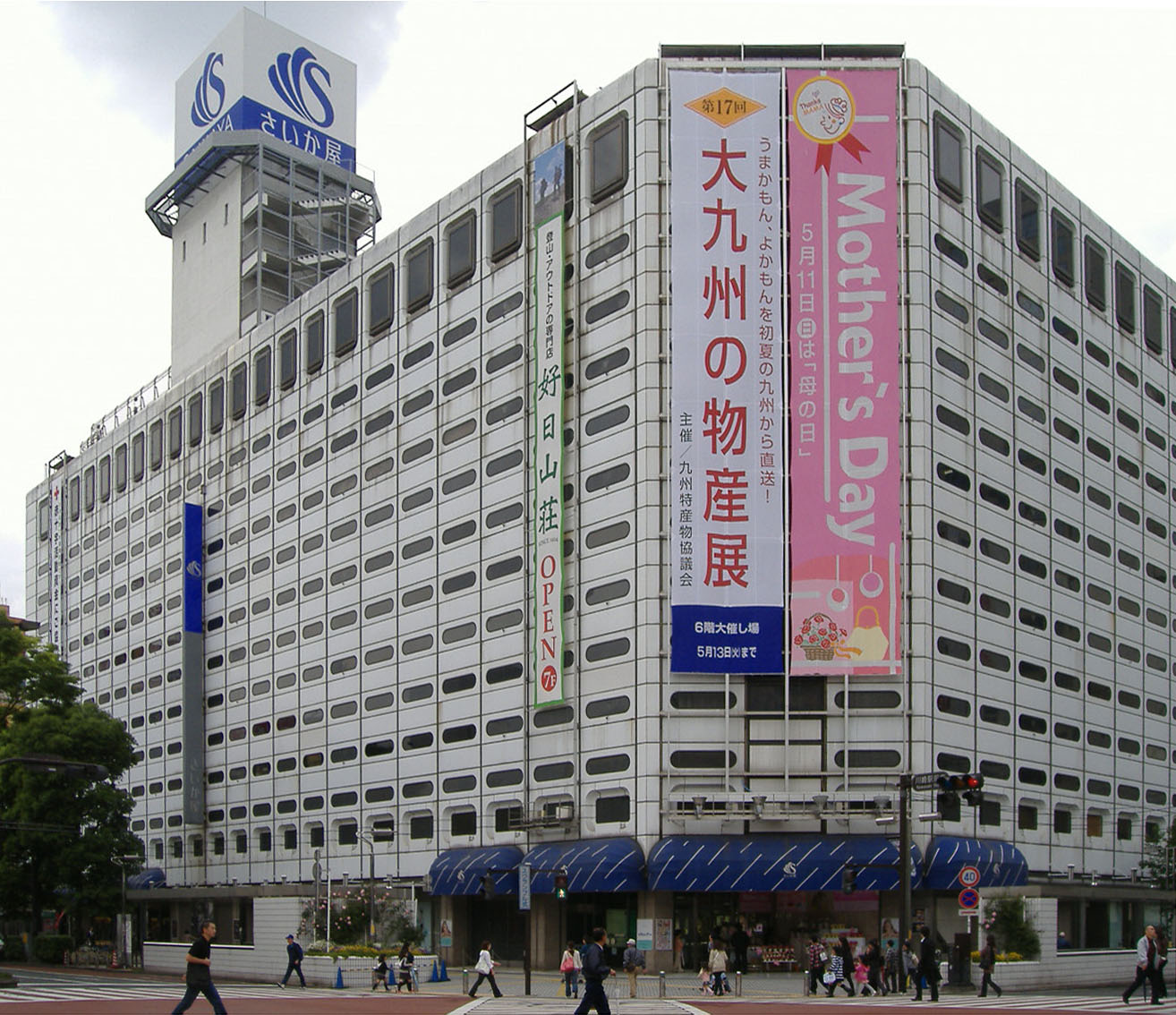
SAIKAYA百貨（在川崎站东口、川崎区）
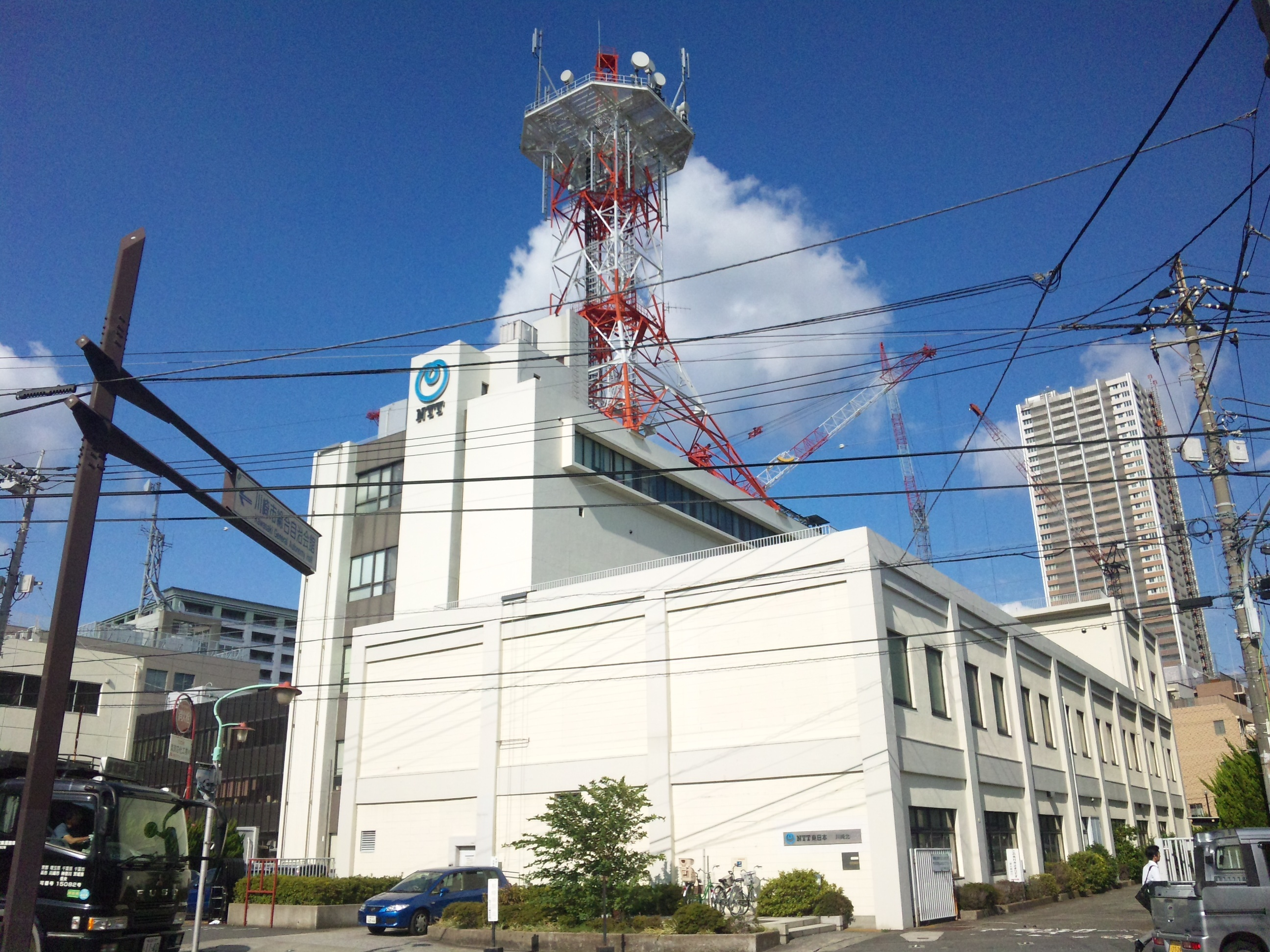
NTT東廣播站（在武蔵小杉、中原区）
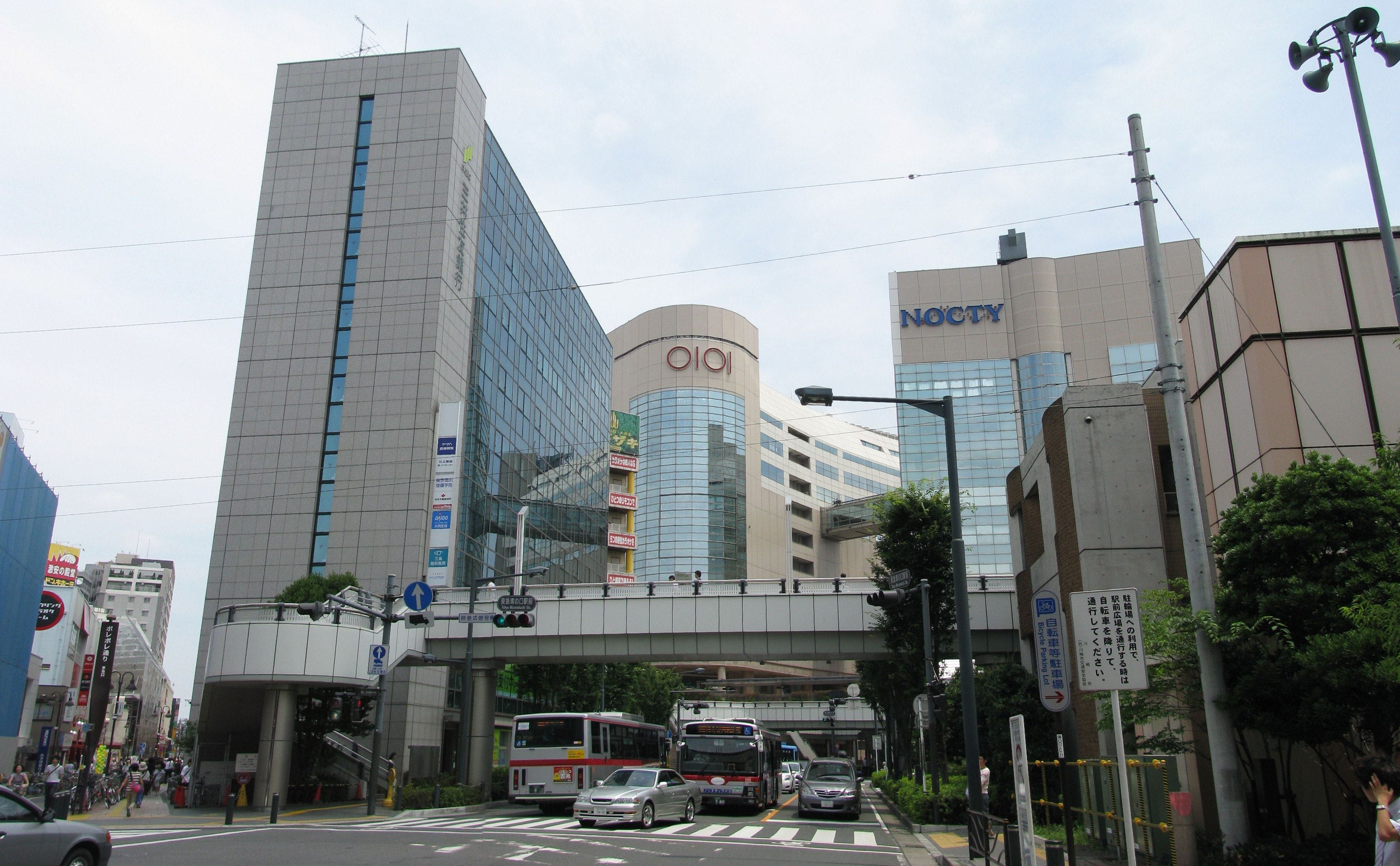
溝之口站商业中心（在高津区）
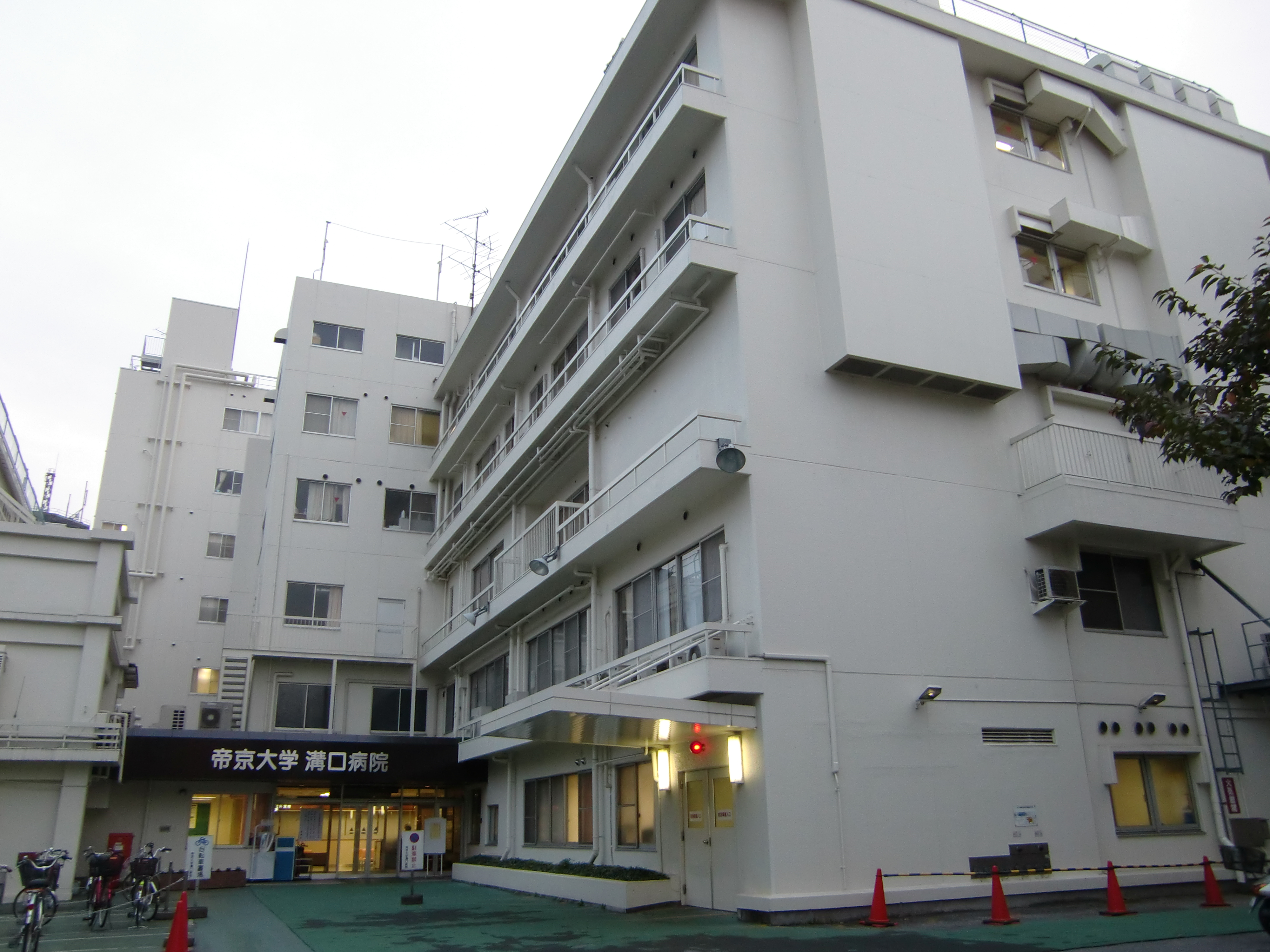
（旧）帝京大学附屬醫院（在高津区）
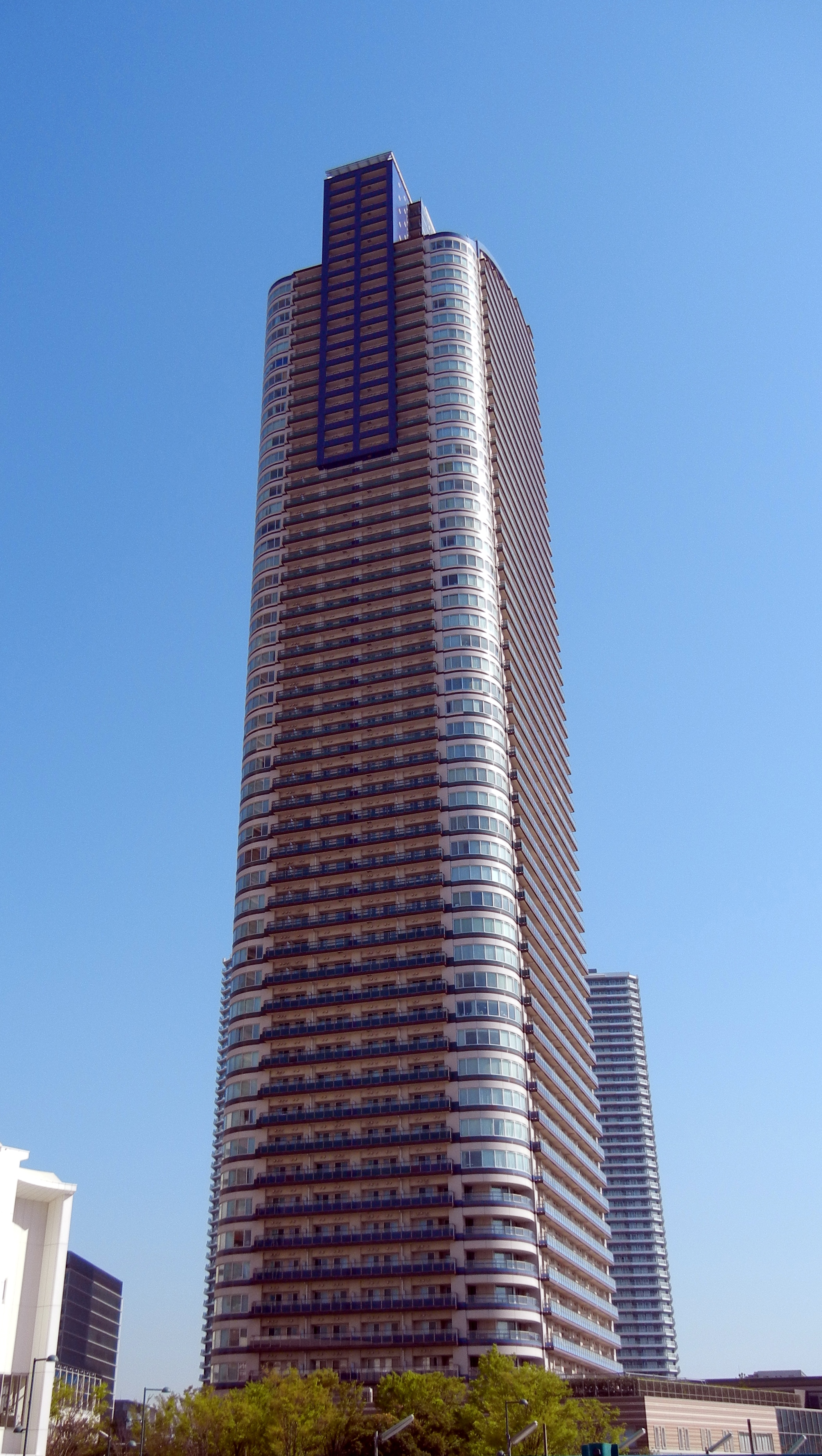
武蔵小杉大廈（在中原区）
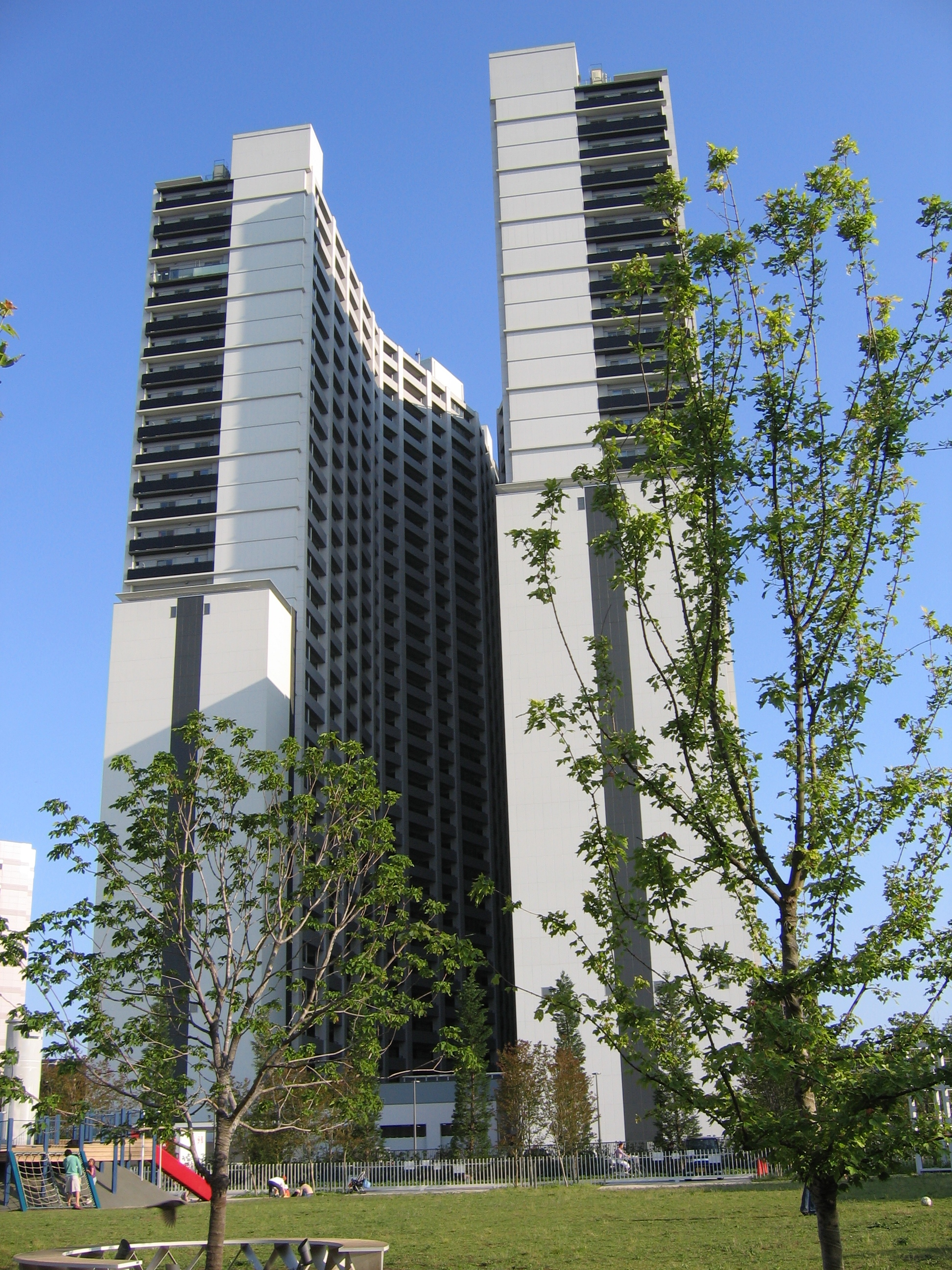
THE TOWER & PARKS田園都市溝之口（公寓大廈、在高津区）

## 交通

### 機場
川崎市沒有機場，但多摩川一河之隔即為東京都大田區的東京國際機場（羽田機場）。

### 鐵路

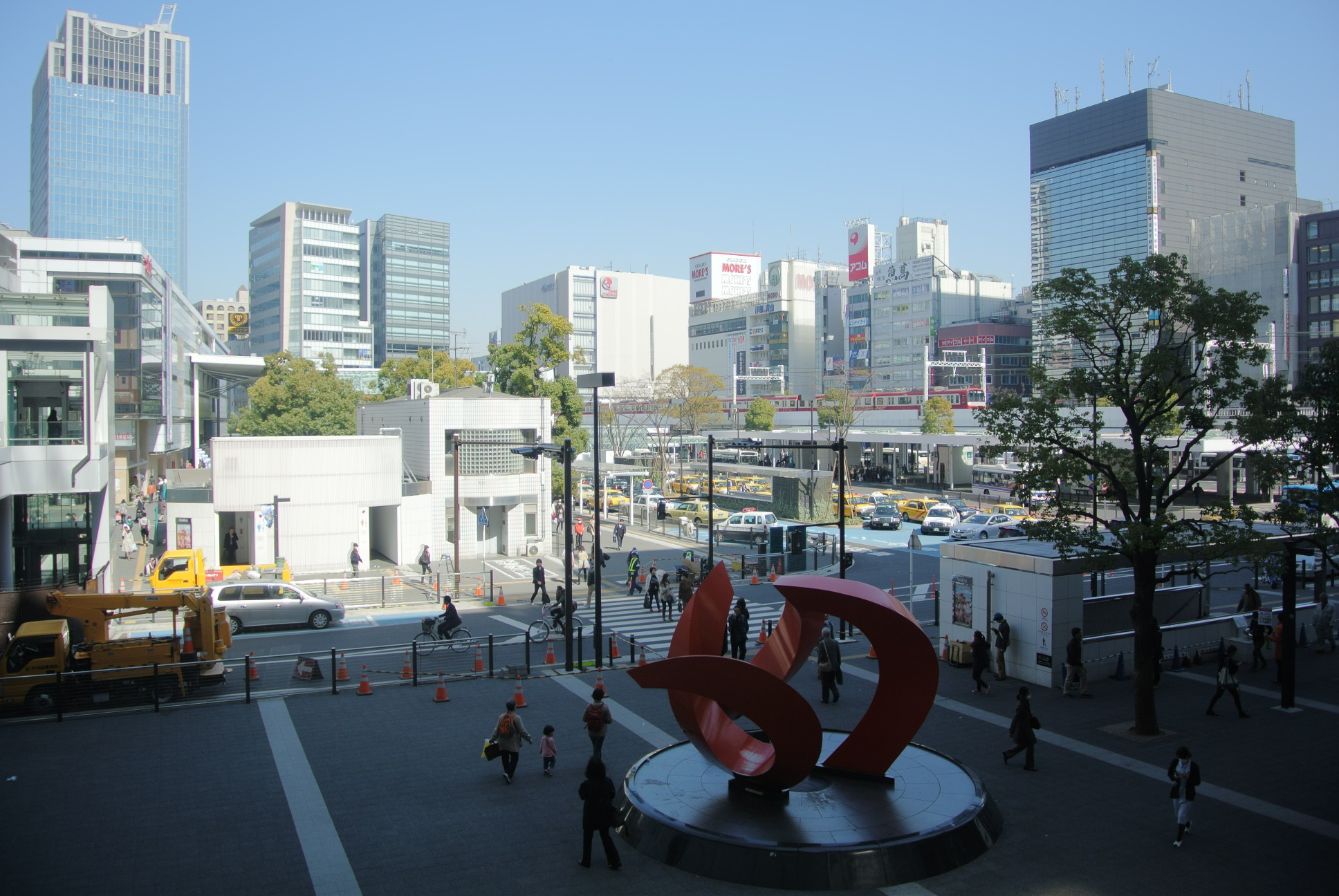
川崎站東口

東日本旅客鐵道（JR東日本）
- 東海道本線：川崎站

※特急列車當中「踊子」號的一部分列車停靠。
- 京濱東北線：川崎站
- 南武線：川崎站 - 尻手站 - （橫濱市鶴見區）- 鹿島田站 - 平間站 - 向河原站 - 武藏小杉站 - 武藏中原站 - 武藏新城站 - 武藏溝之口站 - 津田山站 - 久地站 - 宿河原站 - 登戶站 - 中野島站 - 稻田堤站
- 南武線支線：尻手站 - 八丁畷站 - 川崎新町站 - 小田榮站 - 濱川崎站
- 鶴見線：武藏白石站 - 濱川崎站 - 昭和站 - 扇町站
- 鶴見線大川支線：大川站
- 橫須賀線：武藏小杉站 - 新川崎站

※特急列車當中「成田特快」號列車停在武藏小杉站。
- 武藏野線（市域內的部分主要用作貨物線，沒有旅客站。旅客營業只限臨時列車）：（貨）梶谷貨物總站（日语：梶ヶ谷貨物ターミナル駅）
- 橫須賀線與京濱東北線是運行系統上的名稱，軌道名稱上屬於東海道本線。

 京王電鐵（京王）
- 相模原線：京王稻田堤站 - （稻城市） - 若葉台站

 小田急電鐵（小田急）
- 小田原線：登戶站 - 向丘遊園站 - 生田站 - 讀賣樂園前站 - 百合丘站 - 新百合丘站 - 柿生站
- 多摩線：新百合丘站 - 五月台站 - 栗平站 - 黑川站 - 春日野站

 京濱急行電鐵（京急）
- 本線：八丁畷站 - 京急川崎站
- 大師線（全線）

一部路線預定改為地下化，2005年一部分開工。
 東急電鐵（東急）
- 東橫線：新丸子站 - 武藏小杉站 - 元住吉站
- 目黑線：新丸子站 - 武藏小杉站 - 元住吉站
- 田園都市線：二子新地站 - 高津站 - 溝之口站 - 梶谷站 - 宮崎台站 - 宮前平站 - 鷺沼站
- 大井町線：（二子新地站） - （高津站） - 溝之口站

※二子新地站、高津站在大井町線側沒有月台，停靠兩站的列車在二子玉川站－溝之口站間只限行走田園都市線各站停車軌道。

### 巴士
川崎市的巴士线路主要由川崎市市营巴士、东急巴士、小田急巴士及川崎鹤见临港巴士等公、私营巴士企业负责运营。巴士統一採用前门上车，后门下车的運作方式。

## 教育
截至2009年川崎市擁有市立小學114所，市立初中51所，全日制高中25所（縣立14所，市立5所，私立6所），定時制高中7所（皆為市立）。此外，擁有8所大學（含大學的校區），4所短期大學。
在社會教育方面，川崎市各個區都設立有市立圖書館以及相應的分館，總計7所本館、5所分館以及1處閱覽所。此外，神奈川縣縣立圖書館在川崎市也設立有神奈川縣立川崎圖書館，主要收藏自然科學，工學，產業信息等分類的資料。

## 旅游

### 主要观光点
- 位于川崎区
  - 平間寺（川崎大師）
  - 稻毛神社
  - 东芝未来科学馆
  - LA CITTADELLA
  - 川崎水族馆
- 位于幸区
  - 梦见崎动物园
- 位于中原区
  - 等等力绿地
  - 常乐寺（漫画寺）
- 位于高津区
  - 沟口神社
- 位于多摩区
  - 生田绿地公园
  - 川崎市立日本民家园
  - 藤子·F·不二雄博物館
  - 川崎市冈本太郎美术馆
  - 讀賣樂園（之间稻城市）
- 位于宮前区
  - 电车与巴士博物馆
- 位于麻生区
  - 王禅寺

## 体育

### 主要体育设施
- 川崎球场

位于川崎市富士见公园内。1952年启用。曾经是职业棒球联赛的赛场。现今只是作为美式足球以及一些临时赛事的场地使用。
- 川崎等等力球场

位于中原区等等力绿地内。可容纳5000名观众。是高中棒球预选赛的赛场，以及美式足球的正式赛场。
- 等等力陆上竞技场

位于中原区等等力绿地内。可容纳25000名观众。1964年启用，经历若干修整后于1993年被正式认定为J联赛的主要赛场。
- 古市场陆上竞技场

原本是幸区的古市场。
- 川崎国际生田绿地高尔夫球场

位于多摩区的丘陵地带。1952年作为乡村俱乐部而开业。
- 川崎竞轮场

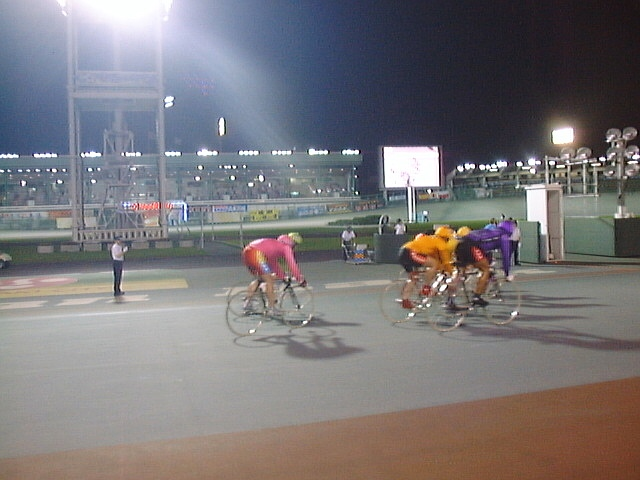
川崎竞轮场

位于川崎市川崎区。是一个自行车赛的场地，于1949年启用。
- 川崎赛马场

位于川崎市川崎区。1949年启用，现在作为神奈川县川崎赛马联合会举办赛马的赛场。
- 川崎市体育馆

位于川崎市川崎区。主要举办职业摔角等室内赛事。
- 川崎等等力Arena

位于中原区等等力绿地内。主要举办国际排球赛事以及一些演唱会。

## 姊妹或友好城市
| 城市                      | 國家           | 締結日期       |
| ------------------------- | -------------- | -------------- |
| 里耶卡（濱海和山區縣）    |                | 1977年6月23日  |
| 巴爾的摩（馬利蘭州）      | 美国           | 1979年6月14日  |
| 瀋陽（遼寧省）            | 中华人民共和国 | 1981年8月18日  |
| 卧龍崗（新南威爾斯州）    |                | 1988年5月18日  |
| 謝菲爾德（英格蘭）        | 英国           | 1990年7月30日  |
| 薩爾茨堡（薩爾茨堡邦）    | 奥地利         | 1992年4月17日  |
| 呂貝克（什列斯威-好斯敦） | 德国           | 1992年5月12日  |
| 中標津町（北海道）        | 日本           | 1992年7月9日   |
| 富士見町（長野縣）        | 日本           | 1993年4月22日  |
| 那霸市（沖繩縣）          | 日本           | 1996年5月20日  |
| 富川市（京畿道）          |                | 1996年10月21日 |

## 外部連結
- 官方网站
- 川崎市まちづくり局計画部景観担当的Instagram帳戶